# 江連健司
江連 健司（えづれ けんじ、1964年4月6日 - ）は、神奈川県出身の俳優、映画監督。
Wander Wonder Film 代表。

## 人物
大学卒業後、師・中尾彬の弟子となり、役者として身を置く決断をする。
出演作品は映画「ミンボーの女」、「レディ・ジョーカー」、「まだまだあぶない刑事」、「ゴジラシリーズ」3作・「不良少年 3000人の総番」他、TVでは、大河ドラマ「武蔵 MUSASHI」、「江〜姫たちの戦国〜」、「家政婦は見た!」他、舞台「必殺仕事人」、「女優・貞奴」他、CM・情報バラエティーなど多数。
2013年より映像制作集団「WanderWonderFilm」を主宰し演出活動にも力を入れている。役者目線からの人物描写は異色とも思える面白さが有る。

## 出演

### 映画
- ハネムーンは無人島（1991年、松竹）
- ミンボーの女（1992年、東宝） - ホテルマン
- 七人のおたく（1992年、東映）
- 新・極道の妻たち 覚悟しいや（1993年、東映）
- ゴジラシリーズ（東宝）
  - ゴジラvsメカゴジラ（1993年） - 大前博士の助手[1]
  - ゴジラvsデストロイア（1995年） - 路上の警官[1]
  - ゴジラ×モスラ×メカゴジラ 東京SOS（2003年） - 防衛庁内局部員[1]
- 不夜城（1998年、東映）
- チキン・ハート（2002年、オフィス北野） - 警備員
- スワンズソング（2002年）
- レディ・ジョーカー（2004年、東映）
- メールで届いた物語（2005年）
- まだまだあぶない刑事（2005年、東映）
- 乱歩地獄（2005年、アルバトロス・フィルム）
- 怖い顔（2006年、オンリー・ハーツ）
- 純ブライド（2006年、トルネード・フィルム）
- 荒くれKNIGHT〜激闘編〜（2007年）
- 新・監禁逃亡（2008年、新東宝）
- 父と子の絆（2009年）
- STOP THE BITCH CAMPAIGN 援助交際撲滅運動（2009年）
- 弁天通りの人々（2009年、アルゴ・ピクチャーズ） - 重吉
- ちゃんと伝える（2009年、ギャガ）
- 商店街な人（2011年、ワップフィルム）
- TAKAMINE アメリカに桜を咲かせた男（2011年、ムービーマジック）
- 不良少年 3000人の総番（2012年、東映ビデオ）

### テレビドラマ
- このこ誰の子?（1986年 - 1987年、フジテレビ） - レギュラー
- プロゴルファー祈子（1987年、フジテレビ）
- 火曜サスペンス劇場（日本テレビ）
  - 津軽海峡 殺しの双曲線（1988年）
  - 小京都ミステリー
  - 音
- テニス少女夢伝説!愛と響子（1990年、フジテレビ）
- 火曜ミステリー劇場 瀬戸の多島海殺人事件（1991年、ABC）
- 暴れん坊将軍IV（テレビ朝日）
  - 第26話「江戸城反乱！ 連判状に仕掛けられた罠!!」（1991年）
  - 第51話「隠された壱千万両 家康の埋蔵金を追え！」（1992年）
- 松本清張作家活動40年記念 砂の器（1991年、テレビ朝日）
- 月曜ドラマスペシャル （TBS）
  - 城ヶ島殺人旅情（1992年）
  - 恥ずかしながら私、社長です（1996年）
  - 喜劇・東京ものがたり（1997年）
- 土曜ワイド劇場（テレビ朝日）
  - 殺人設計図を書く女（1993年）
  - 山村美紗サスペンス 受験戦争殺人時代（1993年）
  - 温泉若おかみの殺人推理 - 刑事
    - 第1作「山陰・城崎〜女3人死体連れ」（1994年）
    - 第4作「みちのく飯坂温泉 若女将が見た誘拐の意外な結末！」（1996年）
    - 第5作「北海道〜登別の怪しい心中死体！ 夜の地獄谷で殺しの待ち合わせ…」（1996年）

  - 女請負人（2000年） - 遠藤刑事
  - 家政婦は見た！ 第24作「美貌の女帝とデパートの帝王、昼と夜二つの顔の秘密！」（2006年）
- 金曜エンタテイメント（フジテレビ）
  - 平成の女教祖（1994年）
  - 北斗星一号 DXロイヤルの殺意（1995年）
  - 赤い霊柩車シリーズ 第19作「見知らぬ招待客」（2004年） - 下村刑事
- 夫婦善哉（1995年、テレビ東京）
- 愛と罪と（1995年、フジテレビ） - レギュラー
- 恋人よ（1995年、フジテレビ）
- 水戸黄門 第25部 第23話「帰らぬ兄は逃亡者」（1997年、TBS） - 味岡千之丞
- 家政婦は見た！ 第11話「クリスマス 天国と地獄の大病院！」（1997年、テレビ朝日）
- GTO 第12話「グレートなティーチャーです」（1998年、フジテレビ）
- 月下の棋士（2000年、テレビ朝日） - レギュラー
- ロケット・ボーイ 第6話「小林、涙の面接試験と流星群」（2001年、フジテレビ）
- D-girls アイドル探偵三姉妹物語（2001年、テレビ東京）
- 救命病棟24時2 第5話「最後の授業」（2002年、フジテレビ） - 救命士
- NHK大河ドラマ
  - 武蔵 MUSASHI 第5話「一から出直せ！」・第32話「武蔵の決意」（2003年）
  - 江〜姫たちの戦国〜（2011年、NHK） - 丹羽長秀
- 西部警察 SPECIAL（2004年、テレビ朝日）
- 女系家族 第6話「修羅場」（2005年、TBS）
- 祇園囃子（2005年、テレビ朝日）
- マグロ 第1話（2007年、テレビ朝日）
- 特命係長 只野仁3 第23話「堅い女上司」（2007年、テレビ朝日）
- 火曜ドラマゴールド 潜入刑事 らんぼう2（2007年、日本テレビ） - 萩原純
- 東京少女（2009年、BS-i）
- 金曜プレステージ 警察医・秋月桂の検死ファイル（2012年、フジテレビ）
- 月曜ゴールデン 警視庁鑑識課〜南原幹司の鑑定〜 第3作「DNA鑑定の落とし穴!?」（2013年、TBS）
- NEXT TV（フジテレビ）

### テレビ番組
- 京都 心の都へ
- わがまま!気まま!旅気分
- ウチくる!?（2017年）

### 舞台
- 必殺仕事人　　（新宿コマ劇場・名鉄ホール）
- 竹の御所鞠子　（宝塚劇場・劇場飛天）
- 結婚騒ぎ　　　（中日劇場）
- 春雪の唄　　　（明治座）
- 八代亜紀特別公演　（新宿コマ劇場）
- 女優・貞奴
- 明治一代女　　（三越劇場）
- マリーアントワネットのその後（2011年）　（博品館劇場）
- 滝の白糸　（2016年）　（三越劇場）

### CM
- 江崎グリコ プリッツ（2007年）

### オリジナルビデオ
- くりいむレモン プールサイドの亜美（2006年）
- アイノシルシ（2006年）
- ドリフト3 鷹（2007年）
- ドリフト4 隼（2007年）
- 修羅の荒野（2008年） - 桜庭組若頭　柿坂春樹

江連賢司監督作品
- Wander～samayoi～
- 徜徉　～chang yang～
- 「姉妹な笑舞」
- Goodstock Angel
- Goodstock Angel そして・・・
- とろろそばと私～媽媽的味道～　第１０回八王子ShortFilm映画祭　　八王子市長賞受賞

プロデュース作品
- すがすがしい